# Primera División de España 1941-42
La temporada 1941-42 de Primera División fue la 11.ª edición de la máxima categoría del sistema de Ligas españolas de fútbol. Se disputó entre el 28 de septiembre de 1941 y el 5 de abril de 1942. Fue la primera edición que se disputó con catorce participantes, tras aumentarlos la Federación Española.
El Valencia Club de Fútbol conquistó su primer título de liga al superar ampliamente al segundo clasificado, el Real Madrid Club de Fútbol, segundo equipo más laureado del torneo que no lograba el título desde 1933 y al que le costó recuperarse de la guerra civil. En cambio, los valencianos supieron gestionar su regreso a la actividad tras el conflicto al ser parte de la zona republicana, la cual pudo reanudar sus actividades deportivas antes que otras zonas. Fue reflejo del convulso panorama deportivo a nivel nacional que vio como a los clubes más reconocidos se unían otros, aumentando la competitividad, período en el que curiosamente y con el devenir de los años terminaron por asentarse en la élite los clubes considerados en los años 2010 como los de más enjundia del fútbol español.
El máximo goleador de la edición fue Mundo Suárez con 27 goles anotados.

## Sistema de competición
La Primera División de España 1941-42 fue organizada por la Real Federación Española de Fútbol (RFEF).
Esta temporada el torneo se amplió a 14 equipos. Encuadrados en un grupo único y siguiendo un sistema de liga, los catorce equipos se enfrentaron todos contra todos en dos ocasiones —una en campo propio y otra en campo contrario—, sumando un total de 26 jornadas. El orden de los encuentros se decidió por sorteo antes de empezar la competición.
La clasificación final se estableció con arreglo a los puntos obtenidos en cada enfrentamiento, a razón de dos por partido ganado, uno por empatado y ninguno en caso de derrota. En caso de empate a puntos entre dos o más clubes en la clasificación final, se tuvo en cuenta el mayor cociente de goles.

### Efectos de la clasificación
El equipo que más puntos sumó al final del campeonato fue proclamado campeón de liga.
Los dos últimos clasificados descendieron directamente a Segunda División, siendo reemplazados la siguiente temporada por el campeón y el subcampeón de la liguilla de ascenso de Segunda División.
En esta temporada, además, se mantuvo la promoción, por lo que el undécimo y duodécimo clasificados de la clasificación debieron enfrentarse al tercer y cuarto clasificado de la liguilla de ascenso, siendo los vencedores de esta eliminatoria disputada en terreno neutral los que obtuvieron plaza en Primera División la siguiente temporada.

## Clubes participantes
En esta temporada el campeonato se amplió a catorce participantes. El Granada Club de Fútbol, el Real Club Deportivo de La Coruña y el Club Deportivo Castellón debutaron en la categoría.
| Equipo                           | Ciudad                | Estadio          | Aforo  |
| -------------------------------- | --------------------- | ---------------- | ------ |
| Alicante Club Deportivo          | Alicante              | Bardín           | 8.000  |
| Atlético de Bilbao               | Bilbao                | San Mamés        | 13.065 |
| Club Atlético Aviación           | Madrid                | Vallecas         | 18.000 |
| Club de Fútbol Barcelona         | Barcelona             | Las Corts        | 25.000 |
| Club Deportivo Castellón         | Castellón de la Plana | El Sequiol       | 8.000  |
| Real Club Celta de Vigo          | Vigo                  | Balaídos         | 22.000 |
| Real Club Deportivo de La Coruña | La Coruña             | Parque de Riazor | 6.000  |
| Real Club Deportivo Español      | Barcelona             | Sarriá           | 15.774 |
| Granada Club de Fútbol           | Granada               | Los Cármenes     | 16.000 |
| Real Sociedad de Fútbol          | San Sebastián         | Atocha           | 9.000  |
| Real Oviedo Club de Fútbol       | Oviedo                | Buenavista       | 22.000 |
| Real Madrid Club de Fútbol       | Madrid                | Chamartín        | 22.000 |
| Sevilla Club de Fútbol           | Sevilla               | Nervión          | 16.000 |
| Valencia Club de Fútbol          | Valencia              | Mestalla         | 17.000 |

El Hércules Club de Fútbol cambió su denominación esta temporada a la de Alicante Club Deportivo, mientras que el Alicante Club de Fútbol pasó a ser su filial, con el nombre de Lucentum Club de Fútbol.

## Desarrollo

### Clasificación
| Pos. | Equipo                    | Pts. | PJ | G  | E | P  | GF | GC | Dif. | Clasificación                                |
| ---- | ------------------------- | ---- | -- | -- | - | -- | -- | -- | ---- | -------------------------------------------- |
| 1    | Valencia C. F. (C)        | 40   | 26 | 18 | 4 | 4  | 85 | 39 | +46  | Campeón                                      |
| 2    | Real Madrid C. F.         | 33   | 26 | 14 | 5 | 7  | 65 | 43 | +22  |                                              |
| 3    | Atlético Aviación         | 33   | 26 | 14 | 5 | 7  | 50 | 44 | +6   |                                              |
| 4    | R. C. Deportivo La Coruña | 28   | 26 | 12 | 4 | 10 | 36 | 37 | −1   |                                              |
| 5    | R. C. Celta de Vigo       | 28   | 26 | 11 | 6 | 9  | 53 | 58 | −5   |                                              |
| 6    | Sevilla C. F.             | 27   | 26 | 10 | 7 | 9  | 58 | 45 | +13  |                                              |
| 7    | Atlético de Bilbao        | 27   | 26 | 10 | 7 | 9  | 55 | 41 | +14  |                                              |
| 8    | C. D. Castellón           | 26   | 26 | 10 | 6 | 10 | 54 | 63 | −9   |                                              |
| 9    | C. D. Español             | 26   | 26 | 10 | 6 | 10 | 49 | 42 | +7   |                                              |
| 10   | Granada C. F.             | 25   | 26 | 10 | 5 | 11 | 64 | 52 | +12  |                                              |
| 11   | Real Oviedo C. F.         | 23   | 26 | 8  | 7 | 11 | 42 | 63 | −21  | Promoción de permanencia en Primera División |
| 12   | C. F. Barcelona           | 19   | 26 | 8  | 3 | 15 | 57 | 66 | −9   | Promoción de permanencia en Primera División |
| 13   | Alicante C. D. (D)        | 17   | 26 | 6  | 5 | 15 | 42 | 71 | −29  | Descenso a Segunda División                  |
| 14   | Real Sociedad (D)         | 12   | 26 | 5  | 2 | 19 | 31 | 77 | −46  | Descenso a Segunda División                  |

 Fuente: BDFutbol
Criterios de clasificación: Puntos · Diferencia de goles · Goles a favor · Play-off
|                                 |
| Campeón Valencia Club de Fútbol |
| 1.er título                     |

### Promoción
El Zaragoza Club de Fútbol y el Real Betis Balompié ascendieron a Primera División tras resultar campeón y subcampeón respectivamente de Segunda División. El descenso se dirimió tanto por descenso directo, dos plazas, como por una promoción de permanencia por dos puestos en los que se enfrentaron el Real Oviedo Club de Fútbol y el Club de Fútbol Barcelona, los dos últimos del campeonato tras los dos descendidos directamente, frente al Centro de Deportes Sabadell Club de Fútbol y el Real Murcia Club de Fútbol respectivamente, tercer y cuarto mejores clasificados de la segunda categoría. Tras su disputa, los dos clubes de la máxima categoría conservaron sus plazas al siguiente año.
La promoción se jugó a partido único en Madrid, con los siguientes resultados:
| Promoción de permanencia; 4 de junio de 1942 | Real Oviedo C. F. | 3 - 1   | C. D. Sabadell C. F. | Estadio de Chamartín, Madrid |  |
|                                              |                   | Reporte |                      |                              |  |

| Promoción de permanencia; 28 de junio de 1942 | C. F. Barcelona | 5 - 1   | Real Murcia C. F. | Estadio de Chamartín, Madrid |  |
|                                               |                 | Reporte |                   |                              |  |

### Evolución de la clasificación
| Jornada / Equipo    | 1  | 2  | 3  | 4  | 5  | 6  | 7  | 8  | 9  | 10 | 11 | 12 | 13 | 14 | 15 | 16 | 17 | 18 | 19 | 20 | 21 | 22 | 23 | 24 | 25 | 26 |
| Jornada / Equipo    |    |    |    |    |    |    |    |    |    |    |    |    |    |    |    |    |    |    |    |    |    |    |    |    |    |    |
| ------------------- | -- | -- | -- | -- | -- | -- | -- | -- | -- | -- | -- | -- | -- | -- | -- | -- | -- | -- | -- | -- | -- | -- | -- | -- | -- | -- |
| Valencia C. F.      | 13 | 7  | 4  | 6  | 4  | 3  | 5  | 4  | 5  | 2  | 2  | 2  | 2  | 2  | 2  | 2  | 2  | 2  | 2  | 1  | 1  | 1  | 1  | 1  | 1  | 1  |
| Real Madrid C. F.   | 4  | 2  | 6  | 4  | 6  | 8  | 8  | 7  | 6  | 6  | 3  | 4  | 4  | 3  | 4  | 3  | 3  | 3  | 3  | 3  | 3  | 2  | 3  | 3  | 2  | 2  |
| Atlético Aviación   | 2  | 3  | 1  | 1  | 1  | 1  | 1  | 2  | 2  | 1  | 1  | 1  | 1  | 1  | 1  | 1  | 1  | 1  | 1  | 2  | 2  | 3  | 2  | 2  | 3  | 3  |
| R. C. D. La Coruña  | 5  | 8  | 7  | 8  | 7  | 9  | 6  | 8  | 8  | 8  | 8  | 7  | 7  | 7  | 7  | 6  | 4  | 6  | 6  | 8  | 9  | 9  | 9  | 7  | 5  | 4  |
| R. C. Celta de Vigo | 8  | 5  | 3  | 2  | 3  | 2  | 2  | 1  | 1  | 4  | 5  | 5  | 5  | 5  | 6  | 5  | 7  | 7  | 7  | 9  | 7  | 5  | 7  | 5  | 4  | 5  |
| Sevilla C. F.       | 1  | 4  | 2  | 5  | 5  | 4  | 3  | 5  | 4  | 5  | 6  | 6  | 6  | 6  | 5  | 7  | 6  | 5  | 4  | 6  | 4  | 6  | 4  | 6  | 7  | 6  |
| Atlético de Bilbao  | 12 | 12 | 10 | 9  | 8  | 6  | 7  | 6  | 7  | 7  | 7  | 8  | 8  | 8  | 8  | 8  | 9  | 9  | 9  | 7  | 5  | 4  | 5  | 4  | 9  | 7  |
| C. D. Castellón     | 11 | 9  | 9  | 10 | 10 | 7  | 10 | 10 | 10 | 9  | 9  | 9  | 9  | 9  | 9  | 9  | 8  | 8  | 8  | 5  | 8  | 8  | 8  | 8  | 6  | 8  |
| R. C. D. Español    | 3  | 1  | 5  | 3  | 2  | 5  | 4  | 3  | 3  | 3  | 4  | 3  | 3  | 4  | 3  | 4  | 5  | 4  | 5  | 4  | 6  | 7  | 6  | 9  | 8  | 9  |
| Granada C. F.       | 9  | 11 | 11 | 11 | 11 | 12 | 13 | 12 | 12 | 12 | 13 | 12 | 12 | 11 | 11 | 11 | 11 | 11 | 12 | 11 | 10 | 10 | 11 | 10 | 10 | 10 |
| Real Oviedo C. F.   | 14 | 14 | 13 | 14 | 14 | 14 | 14 | 14 | 13 | 14 | 14 | 14 | 14 | 13 | 12 | 12 | 12 | 12 | 10 | 10 | 11 | 11 | 10 | 11 | 11 | 11 |
| C. F. Barcelona     | 6  | 10 | 12 | 12 | 11 | 13 | 11 | 13 | 14 | 13 | 11 | 10 | 11 | 12 | 13 | 13 | 13 | 13 | 13 | 13 | 13 | 13 | 13 | 12 | 12 | 12 |
| Alicante C. D.      | 7  | 6  | 8  | 7  | 9  | 10 | 9  | 9  | 9  | 11 | 10 | 11 | 10 | 10 | 10 | 10 | 10 | 10 | 11 | 12 | 12 | 12 | 12 | 13 | 13 | 13 |
| Real Sociedad       | 10 | 13 | 14 | 13 | 13 | 11 | 12 | 11 | 11 | 10 | 12 | 13 | 13 | 14 | 14 | 14 | 14 | 14 | 14 | 14 | 14 | 14 | 14 | 14 | 14 | 14 |

### Resultados
| Local \ Visitante   | ALI | ATH | ATA | BAR | CAS | CEL  | DEP | ESP | GRA | OVI  | RMA | RSO | SEV | VAL |
| ------------------- | --- | --- | --- | --- | --- | ---- | --- | --- | --- | ---- | --- | --- | --- | --- |
| Alicante C. D.      | —   | 3–1 | 2–2 | 3–1 | 0–1 | 1–3  | 4–2 | 1–1 | 2–2 | 4–1  | 1–2 | 3–1 | 1–0 | 1–3 |
| Atlético de Bilbao  | 2–2 | —   | 6–0 | 6–3 | 2–2 | 10–0 | 0–0 | 2–4 | 1–0 | 2–0  | 1–0 | 4–1 | 1–1 | 2–3 |
| Atlético Aviación   | 5–1 | 2–2 | —   | 5–4 | 4–4 | 2–0  | 0–0 | 2–0 | 3–0 | 0–2  | 2–0 | 4–1 | 0–0 | 3–0 |
| C. F. Barcelona     | 4–4 | 1–2 | 5–1 | —   | 3–1 | 0–2  | 2–1 | 1–2 | 4–0 | 6–3  | 0–2 | 4–2 | 6–2 | 2–4 |
| C. D. Castellón     | 4–0 | 4–0 | 2–4 | 1–1 | —   | 0–3  | 1–0 | 2–0 | 3–2 | 4–0  | 0–3 | 5–0 | 1–1 | 2–2 |
| R. C. Celta de Vigo | 4–1 | 3–0 | 0–2 | 1–0 | 1–2 | —    | 2–1 | 4–3 | 3–3 | 2–1  | 2–4 | 6–1 | 1–1 | 3–3 |
| R. C. D. La Coruña  | 3–1 | 2–1 | 2–1 | 1–0 | 2–1 | 4–0  | —   | 2–0 | 1–4 | 1–0  | 1–0 | 3–0 | 2–1 | 0–3 |
| R. C. D. Español    | 2–0 | 1–1 | 5–0 | 5–2 | 2–3 | 3–1  | 1–2 | —   | 1–1 | 1–1  | 0–0 | 8–0 | 3–1 | 0–1 |
| Granada C. F.       | 7–2 | 1–3 | 0–1 | 6–0 | 7–3 | 1–1  | 4–1 | 4–0 | —   | 8–0  | 3–1 | 3–1 | 3–2 | 1–2 |
| Real Oviedo C. F.   | 2–0 | 2–1 | 2–3 | 1–1 | 4–4 | 2–1  | 1–1 | 1–3 | 3–1 | —    | 2–2 | 3–1 | 4–0 | 1–1 |
| Real Madrid C. F.   | 2–1 | 3–2 | 4–1 | 4–3 | 9–1 | 2–3  | 3–0 | 1–1 | 5–2 | 1–1  | —   | 6–4 | 0–2 | 5–3 |
| Real Sociedad       | 2–1 | 0–1 | 1–2 | 2–0 | 3–0 | 2–2  | 3–2 | 1–2 | 1–1 | 0–3  | 2–3 | —   | 2–1 | 0–3 |
| Sevilla C. F.       | 7–2 | 2–1 | 1–0 | 1–2 | 4–1 | 2–2  | 2–2 | 6–0 | 3–0 | 10–0 | 2–2 | 1–0 | —   | 4–1 |
| Valencia C. F.      | 7–1 | 1–1 | 0–1 | 4–2 | 6–2 | 7–3  | 2–0 | 2–1 | 5–0 | 5–2  | 3–1 | 6–0 | 8–1 | —   |

## Estadísticas

### Tabla histórica de goleadores
El vizcaíno Mundo Suárez fue el máximo goleador del campeonato con veintisiete goles en veinticinco partidos, con un promedio de 1.08 goles por encuentro. A él le siguieron en la tabla de realizadores el guipuzcoano Manuel Alday y el leonés César Rodríguez, ambos con veintitrés. Hasta el año 1953 no se oficializó la entrega del trofeo «pichichi» al máximo goleador del campeonato, motivo por el cual los datos hasta la fecha varían según fuentes consultadas. La marca de Pruden superó el registro de veintiocho tantos anotados por Isidro Lángara en 1936, que eran hasta la fecha el mayor número de goles conseguidos en una edición.
Guillermo Gorostiza aumentó el registro histórico hasta los 141 goles, tras los veinte anotados en la presente edición.

Nota: Nombres y banderas de equipos en la época.
| \| Pos. \| Jugador \| G. \| Part. \| Prom. \| \| Club \| Nota \| \| ---- \| ------------------- \| -- \| ----- \| ----- \| \| --------------------------- \| ---- \| \| 1 \| Mundo Suárez \| 27 \| 25 \| 1.08 \| \| Valencia Club de Fútbol \| \| \| 2 \| Manuel Alday \| 23 \| 19 \| 1.21 \| \| Real Madrid Club de Fútbol \| \| \| = \| César Rodríguez \| 23 \| 24 \| 0.96 \| \| Granada Club de Fútbol \| \| \| 4 \| Juan del Pino \| 22 \| 24 \| 0.92 \| \| Real Club Celta de Vigo \| \| \| 5 \| Guillermo Gorostiza \| 20 \| 24 \| 0.83 \| \| Valencia Club de Fútbol \| \| \| = \| Paco Campos \| 20 \| 25 \| 0.80 \| \| Club Atlético Aviación \| \| \| 7 \| Basilio Nieto \| 19 \| 26 \| 0.73 \| \| Club Deportivo Castellón \| \| \| 8 \| Mariano Martín \| 18 \| 23 \| 0.78 \| \| Club de Fútbol Barcelona \| \| \| 9 \| Telmo Zarra \| 17 \| 21 \| 0.81 \| \| Atlético de Bilbao \| \| \| = \| Guillermo Campanal \| 17 \| 25 \| 0.68 \| \| Sevilla Club de Fútbol \| \| \| 11 \| Vicente Asensi \| 15 \| 24 \| 0.63 \| \| Valencia Club de Fútbol \| \| \| 12 \| Luis Marín \| 13 \| 24 \| 0.54 \| \| Granada Club de Fútbol \| \| \| 13 \| Antonio Chas \| 12 \| 17 \| 0.71 \| \| Real Club Deportivo Español \| \| \| = \| José Bravo \| 12 \| 21 \| 0.57 \| \| Club de Fútbol Barcelona \| \| \| = \| Jorge Sosa \| 12 \| 23 \| 0.52 \| \| Real Club Deportivo Español \| \| Actualizado a fin de torneo. |                     |    |       |       |  |                             |      |
| Pos. | Jugador             | G. | Part. | Prom. |  | Club                        | Nota |
| 1 | Mundo Suárez        | 27 | 25    | 1.08  |  | Valencia Club de Fútbol     |      |
| 2 | Manuel Alday        | 23 | 19    | 1.21  |  | Real Madrid Club de Fútbol  |      |
| = | César Rodríguez     | 23 | 24    | 0.96  |  | Granada Club de Fútbol      |      |
| 4 | Juan del Pino       | 22 | 24    | 0.92  |  | Real Club Celta de Vigo     |      |
| 5 | Guillermo Gorostiza | 20 | 24    | 0.83  |  | Valencia Club de Fútbol     |      |
| = | Paco Campos         | 20 | 25    | 0.80  |  | Club Atlético Aviación      |      |
| 7 | Basilio Nieto       | 19 | 26    | 0.73  |  | Club Deportivo Castellón    |      |
| 8 | Mariano Martín      | 18 | 23    | 0.78  |  | Club de Fútbol Barcelona    |      |
| 9 | Telmo Zarra         | 17 | 21    | 0.81  |  | Atlético de Bilbao          |      |
| = | Guillermo Campanal  | 17 | 25    | 0.68  |  | Sevilla Club de Fútbol      |      |
| 11 | Vicente Asensi      | 15 | 24    | 0.63  |  | Valencia Club de Fútbol     |      |
| 12 | Luis Marín          | 13 | 24    | 0.54  |  | Granada Club de Fútbol      |      |
| 13 | Antonio Chas        | 12 | 17    | 0.71  |  | Real Club Deportivo Español |      |
| = | José Bravo          | 12 | 21    | 0.57  |  | Club de Fútbol Barcelona    |      |
| = | Jorge Sosa          | 12 | 23    | 0.52  |  | Real Club Deportivo Español |      |

### Evolución del registro de máximo goleador histórico
Nota: tomados en consideración los partidos y goles que establece el trofeo «pichichi» que pueden diferir/y difieren de otros datos oficiales en la trayectoria de los jugadores al guiarse el premio por su propio baremo. Resaltados jugadores en activo en la presente edición.
| Pos. | Jugador                | G.  | Part. | Prom. | Debut   | (Equipo debut)                  | Otros clubes                                                                      |
| ---- | ---------------------- | --- | ----- | ----- | ------- | ------------------------------- | --------------------------------------------------------------------------------- |
| 1    | Guillermo Gorostiza    | 141 | 185   | 0.76  | 1929-30 | Atlético de Bilbao (107)        | Valencia Club de Fútbol (34)                                                      |
| 2    | Agustín Sauto Bata     | 109 | 118   | 0.92  | 1929-30 | Atlético de Bilbao (109)        |                                                                                   |
| 3    | Victorio Unamuno       | 100 | 141   | 0.71  | 1928-29 | Atlético de Bilbao (71)         | Betis Balompié (29)                                                               |
| 4    | Luis Regueiro          | 90  | 140   | 0.64  | 1928-29 | Real Unión Club de Irún (36)    | Real Madrid Club de Fútbol (54)                                                   |
| 5    | José Iraragorri        | 87  | 113   | 0.77  | 1929-30 | Atlético de Bilbao (87)         |                                                                                   |
| 6    | Isidro Lángara         | 82  | 61    | 1.34  | 1933-34 | Real Oviedo Club de Fútbol (82) |                                                                                   |
| 7    | Guillermo Campanal     | 77  | 104   | 0.74  | 1928-29 | Sevilla Club de Fútbol (77)     |                                                                                   |
| 8    | Santiago Urtizberea    | 70  | 71    | 0.99  | 1928-29 | Real Unión Club de Irún (48)    | Real Sociedad (22)                                                                |
| 9    | Eduardo Herrerita      | 63  | 112   | 0.56  | 1933-34 | Real Oviedo Club de Fútbol (54) | Club de Fútbol Barcelona (9)                                                      |
| 10   | Mundo Suárez           | 62  | 66    | 0.94  | 1935-36 | Athletic de Bilbao (0)          | Valencia Club de Fútbol (62)                                                      |
| 11   | Julio Elícegui         | 59  | 93    | 0.63  | 1930-31 | Unión Club de Irún (10)         | Athletic-Aviación Club (41), Real Club Deportivo de La Coruña (8)                 |
| =    | José Vilanova          | 59  | 96    | 0.61  | 1931-32 | Valencia Club de Fútbol (33)    | Alicante Club Deportivo (17)                                                      |
| 13   | Ángel Arocha           | 57  | 80    | 0.71  | 1928-29 | Club de Fútbol Barcelona (52)   | Atlético de Madrid (5)                                                            |
| 14   | Manuel Olivares        | 56  | 82    | 0.68  | 1930-31 | Deportivo Alavés (10)           | Real Madrid C. F. (34), Real Sociedad (7), Zaragoza C. F. (2), Alicante C. D. (3) |
| 15   | Ignacio Alcorta Cholín | 54  | 99    | 0.55  | 1928-29 | Real Sociedad (53)              | Granada Club de Fútbol (1)                                                        |